# Угода про сприяння торгівлі
Угоду про сприяння торгівлі ( TFA ) було підтверджено на Балі, Індонезія, у грудні 2013 року на Дев’ятій конференції міністрів .  Після майже 20 років переговорів 27 грудня 2014 року угода офіційно стала відкритою для прийняття 160 членами Світової організації торгівлі (СОТ). Однак угода буде ратифікована лише після того, як 2/3 членів СОТ повідомлять про свою згоду. Для СОТ ця угода може розглядатися як історичне досягнення, оскільки вона є першою багатосторонньою угодою з моменту заснування СОТ у 1995 році. Угода про спрощення процедур торгівлі 2014 року є глобальною багатосторонньою ініціативою, спрямованою на раціоналізацію жорстких процедур, що регулюють міжнародну торгівлю. Основна мета Угоди - мати численні позитивні наслідки для розвинених і найменш розвинених країн. За оцінками, Угода про вільну торгівлю знизить торговельні витрати в середньому на 14,5%. У свою чергу, це покращить глобальну торгівлю на трильйони доларів у довгостроковій перспективі.  Зменшення бюрократичної тяганини матиме сприятливий вплив на малий та середній бізнес, полегшуючи для нього торгівлю та приєднання до глобальних ланцюгів доданої вартості. Одним з найважливіших аспектів цієї угоди є новий принцип, згідно з яким зобов'язання країн, що розвиваються, та найменш розвинених країн щодо виконання положень, викладених в угоді, залежать від забезпечення ними необхідного технічного потенціалу. 

## Історія

### 1990-ті роки

Члени Світової організації торгівлі

Перші дискусії щодо спрощення процедур торгівлі почалися в середині 1990-х років. У 1996 році Сінгапурська конференція міністрів дала СОТ свою початкову директиву, однак під іншим концептуальним заголовком.  Формулювання, використані в ноті, відображали потенційний компроміс між тими, хто хотів переглянути угоду, і тими, особливо з країн, що розвиваються, та найменш розвинених країн, хто сумнівався в успіху нових переговорів і віддавав перевагу значно вужчій/обмеженій програмі. Багато сумнівів щодо майбутньої нової багатосторонньої торговельної угоди були пов'язані з побоюваннями щодо неспроможності взяти на себе додаткові зобов'язання, особливо для країн, що розвиваються, та найменш розвинутих країн. На цьому етапі всі розвинені країни підтримали Угоду про вільну торгівлю, як і низка країн, що розвиваються, зокрема Чилі, Колумбія, Коста-Ріка, Республіка Корея, Парагвай та Сінгапур.  Однак, було важко переконати асоційовані країни погодитися на багатосторонні переговори. Втім, не було жодних заперечень проти розробки та прийняття Закону про спрощення процедур торгівлі. Закон обіцяв зменшити тарифні бар'єри та вирішити нетарифні питання. Однак більшість країн, що розвиваються, та найменш розвинених країн більше підтримували підхід, який заохочував би дотримання Керівних принципів, а не дисциплінарний мандат.
Робота над Угодою про спрощення процедур торгівлі продовжилася і після Сінгапурського саміту.  Основною метою цих обговорень було досягти початкового розуміння сфери дії угоди. Пріоритетним завданням було визначення чітко визначеної ролі СОТ. Роль СОТ мала бути відносно широкою. Найперша пропозиція передбачала, що СОТ відповідатиме за платежі, страхування та інші фінансові вимоги, пов'язані з міжнародною торгівлею.  Наприкінці 1990-х років спроби низки країн зробити правила СОТ обов'язковими для виконання викликали реакцію, спрямовану на звуження сфери діяльності та зосередження на конкретних аспектах ГАТТ. Дві основні сфери інтересу були пов'язані зі статтями VIII та X ГАТТ. 
Наприкінці 1999 року «Колорадська група», яка складалася з переважно розвинених країн і кількох країн, що розвиваються, почала просувати ідею повного переговорного мандату. Однак це зустріло ряд протидій. Деякі члени вважали за краще продовжувати йти шляхом пошуку, замість того, щоб встановлювати обов'язкові мандати. В умовах, коли багато країн протистояли одна одній, Колорадська група прагнула отримати конкретні мандати, а решта вважала за краще покладатися на три існуючі положення ГАТТ, щоб полегшити бюрократичну тяганину навколо торговельних процедур, переговори закінчилися невдачею. Після цього зусилля були спрямовані на визначення позитивних моментів та переваг, які Закон про спрощення процедур торгівлі міг би мати для його учасників. 

### 2000-ті роки
Лише у 2001 році, під час міністерської зустрічі в Досі, зусилля щодо переговорів про спрощення процедур торгівлі відновилися. "Колорадська група" все ще намагалася збільшити кількість членів, хоча їхня опозиція також не була бездіяльною. Міністерська конференція в Досі була до певної міри успішною, оскільки наблизила обидві сторони до переговорів. Однак переговорний процес так і не розпочався. На міністерській зустрічі в Канкуні у вересні 2003 року було підкреслено, що переговори все ще залишаються недосяжними.
Зустріч міністрів у Гонконзі 2005 року стала першою конкретною точкою відліку для переговорів про сприяння торгівлі. Написання вже було викарбувано в Женеві, і його потрібно було просто підтвердити на міністерській зустрічі в Гонконгу. Проте все ще були побоювання щодо зустрічі міністрів у Гонконзі.  Ті, хто виступав за своєчасне завершення переговорів, були стурбовані тим, що відсутність справжнього формулювання ще більше затягне процес. Країни, що розвиваються, та найменш розвинені країни все ще занепокоєні процесом імплементації. Бракувало емпіричних даних про технічну допомогу та наукові дослідження і розробки, які мали досить загальний характер. Загалом, вплив Гонконгської зустрічі міністрів варіювався залежно від того, кого ви запитуєте. Це був знаковий момент з точки зору ініціювання переговорів, але прогрес все ще був незначним.
Подальші кроки після міністерської зустрічі в Гонконзі не розвивалися з очікуваною швидкістю. Лише в грудні 2009 року було розповсюджено "Проект консолідованого тексту для переговорів". Цей проект складався з приблизно 1700 квадратних дужок, в яких були виділені основні суперечливі думки. Згодом кількість цих дужок збільшилася до 2200, а потім почала зменшуватися. Голова вирішив призначити кількох організаторів, щоб спробувати зменшити кількість дужок. Зрештою було понад 14 груп фасилітаторів, які паралельно працювали над проблемами та переговорами . 

### 2010-ті роки

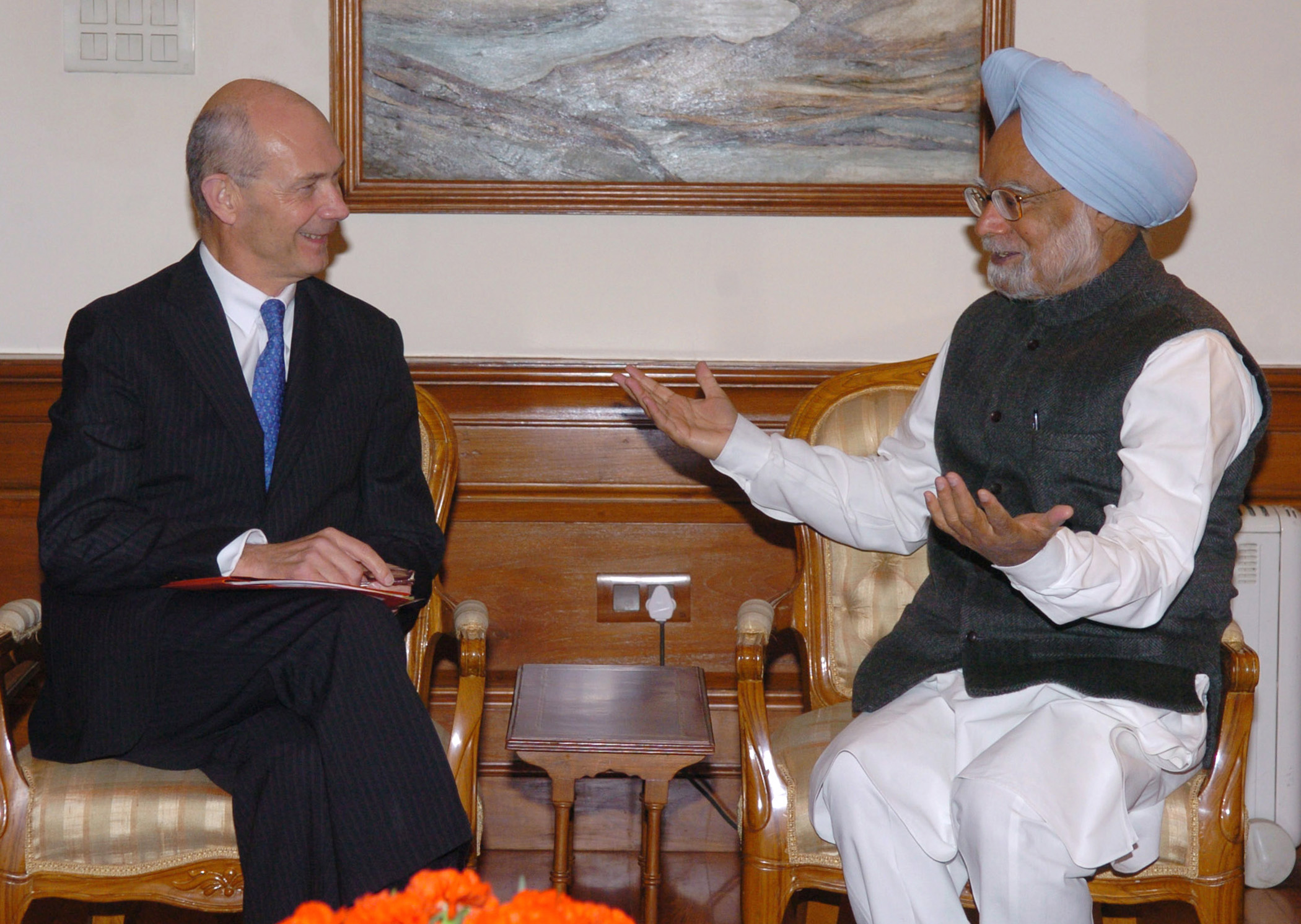
Генеральний директор Світової організації торгівлі (Паскаль Ламі)

У березні 2013 року СОТ вирішила, що це необхідно для управління та участі вищого рівня. Голова NGTF обрав 4 амбасадорів і розділив проект на сегменти для кожного окремого доопрацювання. Маріо Матус з Чилі контролював компоненти прозорості, а також митні операції. Ремігі Вінзап зі Швейцарії відповідав за Статті 6-9. Фред Ага з Нігерії отримав завдання завершити роботу над статтею 10, і, нарешті, Майкл Стоун з Гонконгу відповідав за науково-дослідницьку роботу в Главі 2. У вересні 2013 року до Ради також приєднався Генеральний директор СОТ. Це відбувалося у формі численних переговорів та конфігурацій, що призвело до вирішення багатьох суперечок та питань.

## Сутність
Угода про спрощення торгівлі (англ. Trade Facilitation Agreement)- це міжнародна торговельна угода, прийнята Світовою організацією торгівлі (СОТ) для прискорення переміщення, випуску та оформлення товарів, у тому числі транзитних. Вона має на меті зменшити бюрократичну тяганину та формальності, пов'язані з транскордонною торгівлею. Угода містить положення щодо прискорення переміщення, випуску та оформлення товарів, у тому числі транзитних. Вона також визначає заходи для ефективної співпраці між митницею та іншими відповідними органами з питань спрощення процедур торгівлі та дотримання митних правил.

## Сучасне використання

### Економічні наслідки
Вартість міжнародної торгівлі наразі оцінюється приблизно в 2 трильйони доларів США.  Це пов'язано з низкою факторів, зокрема, з непотрібними митними процедурами, прикордонними зборами та непотрібним дублюванням.  Економічні вигоди від Угоди про вільну торгівлю ще належить повністю усвідомити та виміряти. Однак оцінки економічних вигод від Угоди є досить поширеними. Оцінки варіюються від близько 68 мільярдів доларів США до майже 1 трильйона доларів США на рік. 

### Вплив на країни, що розвиваються та найменш розвинені
Для СОТ стало очевидним, що положення та мандати вказують на те, що Угоду про спрощення процедур торгівлі буде складніше впроваджувати країнам, що розвиваються, та найменш розвиненим країнам. Тому для надання допомоги та підтримки цим країнам було створено Фонд Угоди про спрощення процедур торгівлі.  Очікується, що Угода про спрощення процедур торгівлі матиме значний позитивний вплив на ці країни, оскільки після набуття чинності Угодою загальні торговельні витрати скоротяться на 14,5%.
Угода також допоможе усунути критичні практичні перешкоди, що стоять на шляху міжнародної торгівлі. Багатші країни-учасниці Угоди зобов'язалися допомогти реформувати технічні та фінансові процеси в країнах, що розвиваються, з метою підвищення їхньої ефективності. Це, в свою чергу, покликане знизити рівень корупції, зокрема, хабарництва, в цих глибинних регіонах. Очікується, що нові технології та більш ефективні процедури, які зменшують бюрократичну тяганину навколо міжнародної торгівлі, обмежать корупцію, обмеживши потребу в ній. 

## Етимологія
"Угода про сприяння торгівлі" - це термін, який можна розібрати наступним чином:
1. Угода: Походить від слова "угода", яке має корінь "год", що в сучасній українській мові означає "домовленість", "погодження".
2. Про: У цьому випадку "про" означає "щодо", "що стосується".
3. Сприяння: Походить від слова "сприяння", яке означає допомогу, підтримку.
4. Торгівля: Походить від слова "торгівля", яке в свою чергу має корінь "торг", що означає купівлю, продаж.

Отже, "Угода про сприяння торгівлі" - це домовленість або угода, спрямована на покращення умов та полегшення торгівлі між двома або більше сторонами.
Якщо вам потрібна стаття, це може бути основою для її написання.

## Автори
Незадовго до Балійської конференції міністрів у грудні, за безпосередньої допомоги Генерального директора, процес розробки завершився майже чистим текстом. Попередні розбіжності тепер обмежуються лише кількома членами, які були вирішені на двосторонній зустрічі, що дозволило їм повернутися членами. Попередні категорії суперечок та скарг були винесені за дужки, наприклад, науково-технічне та митне співробітництво. Хоча Угода про спрощення процедур торгівлі не була повністю завершена на Міністерській конференції, вона була в достатньо хорошому стані, щоб її можна було винести на розгляд і доопрацювати на ній. Міністерська конференція принесла більше раундів переговорів та розбіжностей, але врешті-решт країни-члени змогли узгодити текст Угоди. Після десяти років переговорів СОТ нарешті отримала Угоду про спрощення процедур торгівлі наприкінці 2013 року, а її підписання перенесено на 2014 рік.